# Jannes Hazekamp

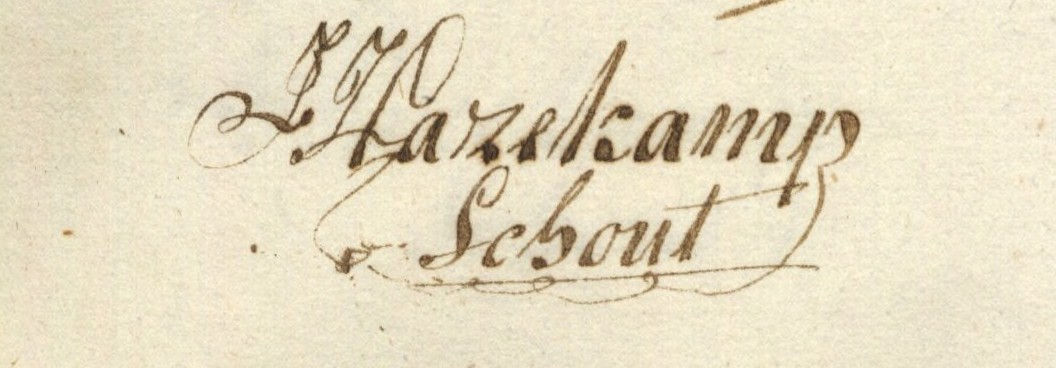
Handtekening van Jannes Hazekamp (1820)

Jannes Alberts Hazekamp (Eenrum, gedoopt 19 december 1766 - aldaar, 11 mei 1826) was een Nederlands bestuurder. Hij werd in 1812 burgemeester van Eenrum toen hij zijn overleden broer Onne opvolgde en bleef dit tot zijn dood in 1826. Alvorens Hazekamp burgemeester werd was hij werkzaam als landbouwer. 